# Wars and Rumors of Wars
Wars and Rumors of Wars es el tercer álbum de estudio de la banda de mathcore The Chariot.

## Visión general
El álbum es único porque las primeras 25,000 cajas de CD fueron estampadas a mano, firmadas y numeradas por la propia banda, cada miembro estampo 5,000. Del mismo modo, los primeros 300 fueron estampados en tinta roja para un pre-pedido especial. Han declarado que esto se hizo porque sentían que los CD se estaban volviendo demasiado impersonales, lo que significa que las bandas no tenían mucho que ver con un CD después de que se termina la grabación, ya que la portada sería diseñada por otra persona, y luego todo el paquete sería enviado a la impresora. El álbum es el único lanzamiento de la banda que presenta a los guitarristas Dan Vokey y Brian Russell Taylor.

## Lista de canciones
Todas las letras escritas por Josh Scogin, toda la música compuesta por The Chariot. 
| N.º   | Título                        | Duración |  |
| 1.    | «Teach»                       | 2:53     |  |
| 2.    | «Evolve»                      | 2:59     |  |
| 3.    | «Need»                        | 1:55     |  |
| 4.    | «Impress»                     | 2:12     |  |
| 5.    | «Never I»                     | 3:28     |  |
| 6.    | «Giveth»                      | 3:29     |  |
| 7.    | «Abandon»                     | 3:01     |  |
| 8.    | «Daggers»                     | 3:43     |  |
| 9.    | «Oversea»                     | 0:44     |  |
| 10.   | «Mrs. Montgomery Alabama III» | 6:00     |  |
| 30:18 |                               |          |  |

## Personal
| The Chariot - Josh Scogin: voz - Dan Vokey: guitarra - Bryan Russell Taylor: guitarra - Jon "KC Wolf" Kindler: bajo - David Kennedy: batería Instrumentación adicional - Jeff Gingrich: chelo en «Never I» |